# 麗貝卡·穆安博
麗貝卡·穆安博（Rebecca Muambo，1985年7月16日—）是一名喀麥隆角力運動員，主攻女子自由式48公斤級項目。她曾獲得非洲運動會女子自由式48公斤級銀牌。

## 外部連結
- International Wrestling Database